# 96 Heures
Pour plus de détails, voir Fiche technique et Distribution.
96 Heures est un film français réalisé par Frédéric Schoendoerffer, sorti en 2014.

## Synopsis
Victor Kancel, emprisonné mais chef d'une équipe de braqueurs, fait enlever par ses hommes le commissaire Gabriel Carré, patron de la BRB (Brigade de Répression du Banditisme) afin qu'il le fasse sortir de détention puis lui révèle le nom de l'indic qui avait permis au policier de l'arrêter trois ans auparavant.
Ils arrivent dans une villa où Victor explique au commissaire que sa « garde à vue » commence et durera 96 heures, la durée maximum légale. Il subit des « interrogatoires » pour qu'il avoue ; Victor a en main les documents qui expliquent comment le commissaire est remonté jusqu'à lui. Gabriel avance d'abord un nom mais c'est un des complices de la bande décédé ; Gabriel sort alors le nom de Zwadiak, un de ses ex-collègues, qui fut muté dans une autre section avant le braquage.
Pendant ce temps, la capitaine Marion Reynaud, adjointe de Gabriel enquête et cherche à savoir où est passé Gabriel.
Victor, accompagné de son lieutenant Abdel sort de la villa et va voir sa fille Camille et son petit-fils Tom au parc ; il lui offre la montre qu'il a dérobée à Gabriel et lui explique qu'ils ne se reverront pas avant longtemps.
Pendant ce temps, le reste de la bande restée à la villa, Joseph et Sacha cherchent l'argent. De retour à la villa, ils dînent tous ensemble. Gabriel est amené à la cave et menotté à son lit, il subit un violent coup de taser par la suite.
Le lendemain, Victor convoque son avocat, maître Castela pour qu'il amène le dossier le concernant ; l'avocat est très surpris de trouver Gabriel dans la maison. Victor interroge toujours Gabriel mais explique que l'argent du braquage qu'il avait caché chez son avocat a disparu, dérobé lors d'un cambriolage. Les complices s'énervent et menacent de tuer Gabriel. Gabriel révèle alors que dans le dossier, il y a deux pièces signées de sa main à la même date alors que les actes ont été faits à deux endroits différents, ce qui constitue un vice de forme. Victor râle contre son avocat qui n'a pas vu la faille… et l'abat froidement devant ses hommes et Gabriel.
Le commissaire est ramené dans sa « cellule ». Le lendemain, Victor ordonne à Abdel d'aller chercher Camille et Tom en voiture et de les ramener à la villa. Dans le même temps, Sacha dit à Victor que la menace de couper les doigts fait parler. Sacha est près de couper un, voire plusieurs doigts de Gabriel mais celui-ci arrive à le convaincre que c'est Victor qui a fait dérober le butin pour le garder pour lui seul. Sacha, accompagné de Joseph va demander des explications à Victor mais celui-ci les abat froidement.
Marion repère que Camille et Tom sont emmenés en voiture et les suit discrètement ; elle tombe en panne d'essence peu avant l'arrivée. Abdel fait entrer tout le monde dans la maison et Victor comprend que le commissaire sort avec sa fille. Victor furieux accuse sa fille de l'avoir dénoncé au commissaire. Mais Gabriel explique qu'au moment où Victor annonçait à Tom qu'il ne serait pas présent pour son anniversaire, Gabriel était à côté et a compris. Victor veut abattre sa fille mais tire sur Abdel et le tue. Au moment où Victor va tuer Gabriel, c'est Camille qui tire sur son père. Marion arrive à cet instant et délivre Gabriel.
À l'arrivée des secours, Victor est emmené sur une civière avant son retour en prison. Gabriel repart avec Marion qui lui demande comment il a réussi pendant 3 jours à résister aux menaces, Gabriel lui répond qu'il fallait gagner du temps mais qu'il a deviné ce qui s'est passé : en prison, un détenu a parlé à un autre de la maison de son avocat maître Castela. Une fois sorti, l'ex-détenu est allé braquer l'avocat, s'est emparé des objets de valeur de la maison… et du butin auquel il ne s'attendait pas. L'ex-détenu a remis 100 000 euros à son codétenu une fois sorti... qui s'est fait arrêter par le commissaire et ses hommes pour une affaire de trafic d'armes. Le commissaire a ainsi reconstitué le puzzle.

## Fiche technique
- Titre original : 96 Heures
- Réalisation : Frédéric Schoendoerffer
- Scénario : Simon Michaël, Philippe Isard
- Adaptation et dialogues : Yann Brion
- Photographie : Vincent Gallot
- Son : Laurent Zeilig, Vincent Montrobert, François-Joseph Hors
- Montage : Sophie Fourdrinoy
- Musique : Max Richter
- Production : Laurent et Michèle Pétin
- Société de production et distribution : ARP Sélection
- Pays d'origine :  France
- Langue : français
- Format : couleur - 35 mm - 2,35:1 — son Dolby numérique
- Genre : Film dramatique, Film policier, Thriller
- Durée : 99 minutes
- Date de sortie :  France : 23 avril 2014
- interdit aux moins de 12 ans

## Distribution
- Gérard Lanvin : Gabriel Carré
- Niels Arestrup : Victor Kancel
- Anne Consigny : Françoise Carré
- Sylvie Testud : Marion Reynaud
- Laura Smet : Camille Kancel
- Slimane Dazi : Abdel Kourdri
- Cyril Lecomte : Maître Francis Castella
- Jochen Hägele : Sacha
- Pierre Kiwitt : Joseph
- Jules Balekdjian : Tom
- Éric Naggar : Le voisin
- Ludovic Schoendoerffer : Le directeur de la prison
- Maurice Bitsch : Hamon
- Clément Thomas : Le surveillant de la prison
- Niseema Theillaud : La préfète examen
- Victor Schoendoerffer : L'enfant de l'hôpital
- Rachel Khan : La mère de famille

## Production
Le huis clos se déroule à la villa Paul Poiret, située à Mézy-sur-Seine.